# LOVE (ZORNのアルバム)
『LOVE』（ラブ）は、2019年5月29日に発売された日本のヒップホップMC、ZORNの8枚目のオリジナルアルバムである。

## 概要
前作『柴又日記』から約1年半ぶりとなるオリジナル・アルバムである。前作『柴又日記』にも通底する生活、日常というテーマを盛り込み、喜怒哀楽、様々な"愛"の形を描写し綴った作品となっている。本作『LOVE』を発売したレコード会社「昭和レコード」から同日、ZORNも参加したDJ FUKUのアルバム『スタメン』もリリースされている。同年6月30日より、本作『LOVE』を引っさげたツアー"LOVE TOUR"を開催。
客演にはUAが参加している。
このアルバムを発売後にZORNが昭和レコードを脱退した為、ZORNにとって昭和レコードから発売された最後の作品となった。

## 収録曲
| #  | タイトル                  | 作詞 | 作曲           | 編曲             | 時間 |
| -- | ------------------------- | ---- | -------------- | ---------------- | ---- |
| 1. | 「In」                    |      |                | Satoshi Kadokura | 2:05 |
| 2. | 「Love Yourself」         |      | Yakkle         |                  | 3:50 |
| 3. | 「I Wanna Be A Rap Star」 |      | grooveman Spot |                  | 3:39 |
| 4. | 「Blood」                 |      | Aaron Choulai  |                  | 3:21 |
| 5. | 「Tokyo」                 |      | grooveman Spot |                  | 2:23 |
| 6. | 「246 (feat. UA)」        |      | grooveman Spot |                  | 4:05 |
| 7. | 「All My Homies」         |      | BachLogic      |                  | 3:30 |
| 8. | 「Muse」                  |      | BachLogic      |                  | 3:32 |
| 9. | 「My Love」               |      | DJ OKAWARI     |                  | 4:53 |

## 参加プロデューサー
- BACHLOGIC
- grooveman Spot
- Yakkle
- アーロン・チューライ
- DJ OKAWARI

## チャート
| チャート（2019年）                                                                                   | 最高 順位 |
| --- | --------- |
| デイリー アルバムランキング (オリコン、2019年05月29日付 )                                            | 10        |
| 週間 アルバムランキング (オリコン、2019年06月10日付 )                                                | 28        |
| 週間 デジタルアルバムランキング (オリコン、2019年06月10日付 )                                        | 2         |
| オリコン週間合算アルバムランキング (オリコン、2019年06月10日付)                                      | 10        |
| 総合アルバム・チャート“HOT ALBUMS”（Billboard JAPAN、2019年6月10日付）                               | 4         |
| 総合アルバム・チャート“Top Albums Sales”（Billboard JAPAN、2019年6月10日付）                         | 22        |
| Billboard JAPANダウンロード・アルバム・チャート“Download Albums”（Billboard JAPAN、2019年6月10日付） | 2         |